# Saurita stryma
Saurita stryma är en fjärilsart som beskrevs av Druce 1884. Saurita stryma ingår i släktet Saurita och familjen björnspinnare. Inga underarter finns listade.